# Parçay-les-Pins
Parçay-les-Pins ist eine Ortschaft und eine Commune déléguée in der französischen Gemeinde Noyant-Villages mit 791 Einwohnern (Stand 1. Januar 2022) im Département Maine-et-Loire in der Region Pays de la Loire. Die Einwohner werden Parçayais genannt.
Parçay-les-Pins wurde am 15. Dezember 2016 mit 13 weiteren Gemeinden, namentlich Auverse, Breil, Broc, Chalonnes-sous-le-Lude, Chavaignes, Chigné, Dénezé-sous-le-Lude, Genneteil, Lasse, Linières-Bouton, Meigné-le-Vicomte, Méon und Noyant zur neuen Gemeinde Noyant-Villages zusammengeschlossen.

## Geografie
Parçay-les-Pins liegt etwa 52 Kilometer ostsüdöstlich von Angers in der Landschaft Baugeois.

## Bevölkerungsentwicklung
| Jahr                       | 1962  | 1968  | 1975 | 1982 | 1990 | 1999  | 2006 | 2017 |
| Einwohner                  | 1.060 | 1.000 | 885  | 916  | 923  | 1.016 | 895  | 927  |
| Quellen: Cassini und INSEE |       |       |      |      |      |       |      |      |

## Sehenswürdigkeiten
- Kirche Saint-Martin-de-Vertou aus dem 12./13. Jahrhundert
- Herrenhaus Cintré aus dem 16./17. Jahrhundert
- Herrenhaus Les Coudrais aus dem 17./18. Jahrhundert
- Herrenhaus Les Janières aus dem 16. Jahrhundert
- Museum Jules Desbois

## Persönlichkeiten
- Jules Desbois (1851–1935), Bildhauer